# Сабій Ігор Михайлович
Ігор Михайлович Сабій (нар. 4 вересня 1976 року, Тлумач, Івано-Франківська область) — український політик, голова Київської обласної організації Всеукраїнського об'єднання «Свобода», депутат Хмельницької обласної ради VI скликання, член постійної комісії з питань бюджету, начальник управління з питань внутрішньої політики Хмельницької обласної державної адміністрації (жовтень 2005 року — квітень 2009 року). Узгоджений кандидат від низки опозиційних сил (ВО «Свобода», ВО «Батьківщина», Фронт Змін, Громадянська позиція та ін.) по округу № 189 (Білогірський, Ізяславський, Красилівський та Теофіпольський райони Хмельницької області) на Виборах до Верховної Ради України 2012, який здобув перемогу, отримавши 18 509 голосів (19.39 %), Народний депутат України 7-го скликання.

## Біографія
Народився 4 вересня 1976 року у місті Тлумач. Батько Ігоря Михайловича — слюсар, а мати — бухгалтер. Прадід та дід Ігоря були засуджені за «буржуазний патріотизм» на 10 років. Невдовзі після народження дитини сім'я переїжджає до міста Тисмениця. Після закінчення 9-го класу вступив до технікуму. У 1995 році вступив у Подільську державну аграрно-технічну академію за спеціальністю «лікар ветеринарної медицини».

### Політична діяльність
У листопаді 1996 року очолив кам'янець-подільський міський осередок Соціал-національної партії України. У 1999 році очолив Хмельницьку обласну організацію Всеукраїнського об'єднання «Свобода». З жовтня 2005 по квітень 2009 року працював на посаді начальника управління з питань внутрішньої політики Хмельницької облдержадміністрації.
У 2012 році був висунутий узгодженим кандидатом від низки опозиційних сил по округу № 189, де й здобув перемогу із результатом 19,39 % голосів. У своїй декларації про доходи зазначив що сукупний дохід його сім'ї за 2011 рік становить 10 500 гривень, що викликало тенденційну реакцію з боку громадянського руху «Чесно», який заявив про «непрозорість задекларованих доходів та майна та їх невідповідність способу життя» кандидата в народні депутати. Водночас всі інші кандидати по округу, за критеріями руху «Чесно», були визнані доброчесними. Заступник голови Комітету Верховної Ради з питань аграрної політики та земельних відносин.

## Кримінальна справа
2 жовтня 2015 року Служба безпеки України повідомила про підозру голові Київської обласної організації партії "Всеукраїнське об'єднання «Свобода» Ігорю Сабію в участі в масових заворушеннях (кримінальне провадження за ч. 2 ст. 294 (масові заворушення) Кримінального кодексу України.
6 жовтня 2015 року Печерський районний суд Києва відправив під цілодобовий домашній арешт колишнього депутата Верховної Ради України Ігоря Сабія, підозрюваного в участі в масових заворушеннях біля будівлі парламенту 31 серпня.
27 жовтня 2015 року Печерський районний суд Києва продовжив запобіжний захід у вигляді домашнього арешту на два місяці Ігорю Сабію. Суд задовольнив клопотання прокуратури частково, присудивши нічний домашній арешт до 26 грудня цього року з 22:00 до 6:00.

## Сім'я
Старший брат політика був членом Спілки української незалежної молоді, дядько — головою обласного відділення «Просвіти» в Івано-Франківську.
Двічі одружений. Батько чотирьох дітей.